# کریستین دی
کریستین دی (انگلیسی: Christine Day؛ زادهٔ ۲۳ اوت ۱۹۸۶) دونده سرعت زن اهل جامائیکا است.
وی در مسابقات کشوری و بین‌المللی در مجموع برندهٔ ۲ مدال طلا، ۲ مدال نقره، ۱ مدال برنز شده‌است.